# یوستا کرانتس
یوستا کرانتس (سوئدی: Gösta Krantz؛ ‏ ۱۴ ژوئن ۱۹۲۵ – ۲۶ دسامبر ۲۰۰۸) بازیگر اهل سوئد بود.
از فیلم‌ها یا سریال‌های تلویزیونی که وی در آن‌ها نقش داشته‌است، می‌توان به آخرین ماجرا، عروسی و آوگوست استریندبری: یک عمر اشاره نمود.